# Proceraea prismatica
Proceraea prismatica är en ringmaskart som först beskrevs av Otto Friedrich Müller 1776.  Proceraea prismatica ingår i släktet Proceraea och familjen Syllidae. Arten har ej påträffats i Sverige. Inga underarter finns listade i Catalogue of Life.